# Esquadrão N.º 54 da RAF
O Esquadrão N.º 54 (em inglês "No. 54 Squadron", às vezes escrito como No. LIV Squadron) é um esquadrão da Real Força Aérea baseado em RAF Waddington, em Lincolnshire. No dia 1 de setembro de 2005, assumiu o papel de Unidade de Conversão Operacional de Inteligência, Vigilância e Reconhecimento (ISR) e é actualmente responsável pelo treino de todas as tripulações da RAF designadas para o Sentry AEW1, Sentinel R1, Shadow R1, RC-135W Rivet Joint e Poseidon MRA1. Também oferece o Curso de Inteligência, Vigilância e Reconhecimento de Instrutor de Armas Qualificadas (QWI ISR).
O esquadrão prestou serviço activo durante a Primeira Guerra Mundial e na Segunda Guerra Mundial.